# Андреевский сельский округ (Московская область)
Андреевский сельский округ — упразднённая административно-территориальная единица, существовавшая на территории Солнечногорского района Московской области в 1994—2006 годах.
Андреевский сельсовет был образован в первые годы советской власти. По данным 1921 года он входил в состав Ульяновской волости Московского уезда Московской губернии.
В 1924 году из Андреевского с/с был выделен Жилинский с/с.
В 1926 году Андреевский с/с включал деревни Александровка, Андреевка, Михайловка, посёлок Высокое и совхоз Дедушкино.
В 1929 году Андреевский с/с был отнесён к Сходненскому району Московского округа Московской области.
27 сентября 1932 года в связи с ликвидацией Сходненского района Андреевский с/с был передан в Солнечногорский район.
17 июля 1939 года из Андреевского с/с в Алабушевский сельсовет было передано селение Александровка.
28 мая 1940 года Андреевский с/с был передан в новый Химкинский район.
14 июня 1954 года к Андреевскому с/с был присоединён Горетовский с/с.
22 июня 1954 года из Алабушевского с/с в Андреевский было возвращено селение Александровка. Одновременно из Андреевского с/с в Ржавский было передано селение Крюково-Голубое.
28 июля 1960 года Химкинский район был упразднён, а Андреевский с/с передан в воссозданный Солнечногорский район.
26 декабря 1962 года Солнечногорский район был переименован в Солнечногорский сельский, в состав которого вошёл Андреевский с/с. 
21 ноября 1964 года Солнечногорский сельский район был переименован в Солнечногорский, в состав которого вошёл Андреевский с/с.
8 июля 1975 года из Андреевского с/с в черту рабочего посёлка Крюково были переданы селения Александровка, Михайловка-Горка и Михайловка.
28 марта 1977 года в Андреевском с/с на базе жилого посёлка ВНИИ стеклопластиков был образован посёлок Андреевка.
3 февраля 1994 года Андреевский с/с был преобразован в Андреевский сельский округ.
13 сентября 2004 года в состав Андреевского с/о было передано село (бывший дачный посёлок) Алабушево.
29 сентября 2004 года в Андреевском с/о посёлок Андреевка был преобразован в рабочий посёлок Андреевка. При этом он был выведен из состава сельского округа, но остался его центром.
В ходе муниципальной реформы 2004—2005 годов Андреевский сельский округ прекратил своё существование как муниципальная единица. При этом все его населённые пункты были переданы в городское поселение Андреевка.
29 ноября 2006 года Андреевский сельский округ исключён из учётных данных административно-территориальных и территориальных единиц Московской области.